# Nørre Søby Mark
Nørre Søby Mark er en lille bebyggelse ca. 2 kilometer mod syd fra selve Nørre Søby by, ca. 10 kilometer ad Odense-Faaborg landevej (fra Odense). Bebyggelsen hører til Faaborg-Midtfyn Kommune.
Nørre Søby Mark består af en lille række huse ud til vejen samt en lille sø. Søen ligger ved siden af gården "Dybendal" (Albanivej 132) overfor Nørre Søby gamle skole. Nørre Søbys gamle smedie ligger ligeledes her. Der var også et bomhus (Albanivej 138), hvor man skulle betale vejafgift til Søbysøgård inden passage videre.
Fra gammel tid fandtes en kirkegård for begravede spedalske, der lå i en lille mose sydøst for bebyggelsen.
|  | Denne artikel om lokaliteten Nørre Søby Mark kan blive bedre, hvis der indsættes et (bedre) billede. Du kan hjælpe ved at afsøge Wikimedia Commons for et passende billede eller lægge et op på Wikimedia Commons med en af de tilladte licenser og indsætte det i artiklen. |

55°15′53″N 10°21′58″Ø / 55.26472°N 10.36611°Ø